# Plum Springs (Kentucky)
Plum Springs es una ciudad ubicada en el condado de Warren en el estado estadounidense de Kentucky. En el Censo de 2010 tenía una población de 453 habitantes y una densidad poblacional de 584,96 personas por km².

## Geografía
Plum Springs se encuentra ubicada en las coordenadas 37°1′11″N 86°22′57″O / 37.01972, -86.38250. Según la Oficina del Censo de los Estados Unidos, Plum Springs tiene una superficie total de 0.77 km², de la cual 0.77 km² corresponden a tierra firme y (0%) 0 km² es agua.

## Demografía
Según el censo de 2010, había 453 personas residiendo en Plum Springs. La densidad de población era de 584,96 hab./km². De los 453 habitantes, Plum Springs estaba compuesto por el 90.07% blancos, el 9.27% eran afroamericanos, el 0% eran amerindios, el 0% eran asiáticos, el 0% eran isleños del Pacífico, el 0.44% eran de otras razas y el 0.22% pertenecían a dos o más razas. Del total de la población el 2.87% eran hispanos o latinos de cualquier raza.